# Trichocereeae
Die Trichocereeae sind eine Tribus in der Unterfamilie Cactoideae aus der Familie der Kakteengewächse (Cactaceae).

## Beschreibung
Die baumförmig bis strauchig wachsenden Trichocereeae bilden normalerweise nicht segmentierte, kugel- bis säulenförmige Stämme, die für gewöhnlich gerippt, warzentragend oder gerippt-warzentragend sind.
Die kleinen bis ziemlich großen, regelmäßigen oder zweiseitig symmetrischen Blüten erscheinen seitlich oder unterhalb des Scheitels und öffnen sich am Tag oder in der Nacht. Der Blütenbecher ist geschuppt oder mit Haaren besetzt.
Die Früchte sind fleischig bis beerenartig und platzen manchmal längs auf. Sie enthalten kleine bis mittelgroße Samen die in der Form variieren. Hilum und Mikropyle der Samen sind miteinander verbunden bis vereinigt. Anhängsel sind für gewöhnlich fehlend. Eine Strophiole ist bei einigen vorhanden.

## Systematik und Verbreitung
Die Tribus Trichocereeae ist südlich des Äquators in Südamerika und auf den Galápagos-Inseln verbreitet.
Die heutige Einordnung als Tribus der Cactaceae wurde 1958 von Franz Buxbaum vorgenommen. Nach Edward Frederick Anderson (2005) gehören folgende Gattungen zur Tribus:
- Acanthocalycium Backeb.
- Arthrocereus A.Berger
- Cephalocleistocactus F.Ritter
  - Cephalocleistocactus chrysocephalus F.Ritter
- Cleistocactus Lem.
- Denmoza Britton & Rose
  - Denmoza rhodacantha Britton & Rose
- Discocactus Pfeiff.
- Echinopsis Zucc.
- Espostoa Britton & Rose
- Espostoopsis Buxb.
  - Espostoopsis dybowskii (Rol.-Goss.) Buxb.
- Facheiroa Britton & Rose
- Gymnocalycium Pfeiff. ex Mittler
- Haageocereus Backeb.
- Harrisia Britton
- Lasiocereus F.Ritter
- Leocereus Britton & Rose
  - Leocereus bahiensis Britton & Rose
- Matucana Britton & Rose
- Mila Britton & Rose
  - Mila caespitosa Britton & Rose
- Oreocereus (A.Berger) Riccob.
- Oroya Britton & Rose
- Pygmaeocereus H.Johnson & Backeb.
- Rauhocereus Backeb.. Mit der Art:
  - Rauhocereus riosaniensis Backeb.
- Rebutia K.Schum.
- Samaipaticereus Cárdenas
  - Samaipaticereus corroanus Cárdenas
- Sulcorebutia Backeb.
- Weberbauerocereus Backeb.
- Weingartia Werderm.
- Yungasocereus F.Ritter
  - Yungasocereus inquisivensis (Cárdenas) F.Ritter ex Eggli

In diesem Umfang ist die Tribus nicht monophyletisch.

## Nachweise